# Под водата
„Под водата“ (на английски: Submerged) е криминален игрален филм от 2005 г., копродукция на Великобритания, България и САЩ, на режисьора Антъни Хикокс.

## Сюжет
Най-добрият наемник е вързан в капан под „вълните“. Група терористи превземат ядрена подводница с опасен експеримент. Агент Крис Коуди владее всички бойни умения и средства, за да ги спре, ако разбере каква точно е мишената...
Крис Коди е бивш военен, попаднал в затвора заради превишаване на правата си. По разпореждане на президента на САЩ е освободен преждевременно, за да разкрие убиеца на американски посланик в страна от Третия свят. Коуди отново събира отряд от професионалисти, за да разобличи доктор Лейдър, който провежда експерименти за контрол над човешкото съзнание....

## В ролите
| Актьор              | Роля                     |
| ------------------- | ------------------------ |
| Стивън Сегал        | Крис Коди                |
| Вини Джоунс         | Хенри                    |
| Кристин Адамс       | доктор Сюзан Чапъл       |
| Уйлям Хоуп          | Флетчър                  |
| Ник Бримбъл         | доктор Ариан Лейдър      |
| Алисън Кинг         | Дамита                   |
| П.Х. Мориарти       | „Шефът“                  |
| Гари Даниълс        | полковник Шарп           |
| Рос МакКол          | Плаудън                  |
| Адам Фогърти        | О'Хеърн                  |
| Стивън Тайлър       | Луис                     |
| Питър Янгблъд Хилс  | доктор Шок               |
| Питър Хейзълууд     | Хардинг                  |
| Hиколай Сотиров     | Хилан                    |
| Уйлям Тепли         | посланик Хигинс          |
| Мартин МакДъгал     | асистент                 |
| Сам Дъглас          | Бърджис                  |
| Том Андрюс          | Джери                    |
| Джонас Толкингтън   | Мос                      |
| Джейсън Питърсън    | морски пилот             |
| Атанас Сребрев      | офицер от полицията №1   |
| Hикола Додов        | президентът Валард       |
| Луис Сото           | Сандроу                  |
| Сайръс Пахлави      | куриерът                 |
| Лий Цимерман        | американската посланичка |
| Джон Калескас       | Хамънд                   |
| Владо Hиколов       | Руджеро                  |
| Юлиян Вергов        | Ролинс                   |
| Райчо Василев       | Ендър                    |
| Кирил Манчев        | охранител №1             |
| Джеймс Д. Р. Хикокс | радио оператор           |
| Андрей Слабаков     | шофьор на мини такси     |
| Мария Илиева        | жената на Сандроу        |
| Виктория Йочева     | Мария                    |
| Велизар Бинев       | сивокосият сервитьор     |
| Hадя Иванова        | жената на Шарп           |
| Йоан Карамфилов     | синът на Шарп            |
| Венцислав Кисьов    | лошият капитан           |
| Станислав Коев      | лидерът на студентите    |
| Мила Джиларди       | жената на Джери          |
| Георги Златарев     | офицер на пост           |
| Робин Кафалиев      | охранител на Флетчър     |
| Кристофър Околие    | охранител / Джери        |
| Марк Уеаткинс       | охранител / Джери        |
| Уолтър Hорууд       | охраител на посланичката |
| Лъчезар Петков      | пилот на МИГ             |
| Михаил Еленов       | офицер от полицията      |
| Робин Кафалиев      | охранител на Флетчър     |
| Силвия Пелтекова    | жената на Мос            |
| Виктория Йовчева    | гаджето на президента    |
| Хари Аничкин        | президентска помощ       |
| Кейт Груумбридж     | Кат                      |